# Axel & Pixel
Axel & Pixel je point-and-click adventura, kterou vytvořil český tým Silver Wish Games. Hra připomíná adventuru Samorost od Amanita Design. Hra vyšla 14. října 2009 pro Xbox 360 a Windows. Grafiku vytvořil tým Enteron. Hráč v průběhu hry narazí na puzzly a minihry, které hru zpestřují.

## Příběh
Malíř Axel a jeho pes Pixel se probudí v pohádkovém světě, kde musí porazit zlého Krysáka, který ukradl klíč potřebný k návratu do reality. Mají však čas jen do té doby než zde nastane zima.